# Lock Haven
Lock Haven est une ville du comté de Clinton (Pennsylvanie) aux États-Unis. Sa surface totale de 6,9 km2 et sa population de 9 772 habitants (2010).

## Histoire
Les premiers habitants de Lock Haven se sont installés en 1769. Son statut de ville date de 1870.

## Personnalités liées à la ville
- Alison Bechdel, auteur de bande dessinée.
- Christina Hart, actrice.
- Richard Stevenson, romancier

## Source
- (en) Cet article est partiellement ou en totalité issu de l’article de Wikipédia en anglais intitulé « Lock Haven, Pennsylvania » (voir la liste des auteurs).